# Coty, Inc.
Coty, Inc. este o companie producătoare de cosmetice din Franța.
Compania este prezentă și în România din 1997, prin filiala Coty Cosmetics Romania și a avut o cifră de afaceri de 23 milioane dolari în 2007 și 26 milioane dolari în 2008.